# فلورينت بيراود
فلورينت بيراود (11 يونيو 1982 في فرنسا - ) (بالفرنسية: Florent Perraud)‏ هو لاعب كرة قدم فرنسي في مركز حراسة المرمى. لعب مع نادي ديجون ونادي سانت إتيان ونادي سيدان ونادي غويونيون ونادي فالينسيان ونادي ليبورن وSR Colmar ‏.

## وصلات خارجية
- فلورينت بيراود على موقع قاعدة بيانات كرة القدم.إي يو (الإنجليزية)
- فلورينت بيراود على موقع ليكيب (الفرنسية)
- فلورينت بيراود على موقع Soccerway.com (الإنجليزية)